# 오스틴 컨벤션 센터
오스틴 컨벤션 센터(영어: Austin Convention Center)는 미국 텍사스주 오스틴에 위치한 컨벤션 센터이며, 과거 D-리그 오스틴 토로스의 홈경기장으로 사용했다.